# Lemme des cinq
En algèbre homologique, le lemme des cinq permet d'établir l'injectivité et la surjectivité des flèches dans les diagrammes commutatifs.

Précisément : en supposant
1) que le diagramme ci-dessous est commutatif
2) que les deux lignes du diagramme sont exactes
3) que {\displaystyle m} et {\displaystyle p} sont des isomorphismes
4) que {\displaystyle l} est un épimorphisme et {\displaystyle q} un monomorphisme
alors {\displaystyle n} est un isomorphisme.
Ceci vaut non seulement dans une catégorie abélienne (comme celle des groupes abéliens, ou celle des espaces vectoriels sur un corps fixé) mais aussi, par exemple, dans la catégorie des groupes.